# Fernando Álvarez de Toledo y Sarmiento
Fernando Álvarez de Toledo y Sarmiento (1390-1460) fue un noble español, IV señor de Valdecorneja, II señor y I conde de Alba de Tormes.

## Biografía
Fernando Álvarez de Toledo fue hijo de García Álvarez de Toledo, III señor de Valdecorneja, Ávila, y de su mujer, Constanza Sarmiento.
Obtuvo del rey Juan II de Castilla, por carta real de merced despachada desde Medina del Campo el 8 de diciembre de 1429, la donación la villa de Salvatierra de Tormes. Además, Fernando heredó de su tío, obispo de Palencia, arzobispo de Sevilla y arzobispo primado de Toledo, Gutierre Álvarez de Toledo, el señorío de Alba de Tormes. Fernando fue nombrado señor de la villa de Alba de Tormes por Juan II en 1424. Este señorío fue ascendido al título de Condado de Alba de Tormes por el rey Juan II y por mediación de Álvaro de Luna. Fernando fue el I conde de Alba de Tormes por real cédula de 1439, el primero hereditario de Castilla.
Fue titular de los señoríos de Fuenteguinaldo, Salvatierra de Tormes, Coria, Huéscar, Granadilla, Abadía, Castronuevo, Piedrahíta, El Barco, La Horcajada, y El Mirón. Estos señoríos le dieron el control de un importante territorio que se extendía desde los límites con Portugal y el norte de Extremadura hasta la Sierra de Gredos. Las tierras señoriales de Fernando abarcaron una superficie de 1136,36 kilómetros cuadrados, el más extenso de Ávila.
El conde Fernando de Alba posteriormente tuvo desencuentros con el rey quien le confiscó su castillo y la villa de Alba de Tormes en 1448 y lo encarceló durante seis años. Falleció en Córdoba, el 21 de abril de 1460.

## Matrimonio y descendencia
Contrajo matrimonio con Mencía Carrillo Palomeque, señora de Bercimuelle y Naharillos, hija de Pedro Carrillo de Toledo, señor de Bolaños, y de Elvira Palomeque.  De este matrimonio desciende toda la Casa de Alba. Fueron padres de, entre otros: 
- García Álvarez de Toledo y Carrillo de Toledo quien sucedió a su padre como V señor de Valdecorneja y II conde de Alba, creado I Duque de Alba de Tormes en 1472.[5]
- Pedro Álvarez de Toledo quien premurió a su padre,[2] casado con Catalina Álvarez.
- Mayor de Toledo, esposa de Fernando Álvarez de Toledo y Herrera, IV señor de Oropesa.[2]
- Teresa de Toledo, casada con Gómez Carrillo de Albornoz el Feo, IX señor de Albornoz, Beteta, Torralba y Ribagorda, por herencia de María de Albornoz, así como de Ocentejo.[6]

| Predecesor: García Álvarez de Toledo y Ayala | IV Señorío de Valdecorneja       | Sucesor: García Álvarez de Toledo y Carrillo de Toledo                                  |
| Predecesor: -                                | I Señor de Salvatierra de Tormes | Sucesor: García Álvarez de Toledo y Carrillo de Toledo I Conde de Salvatierra de Tormes |
| Predecesor: Gutierre Álvarez de Toledo       | II Señor de Alba de Tormes       | Sucesor: -                                                                              |
| Predecesor: -                                | I Conde de Alba de Tormes        | Sucesor: García Álvarez de Toledo y Carrillo de Toledo                                  |